# Wildgraben (Hahnwiesenbach)
Der Wildgraben (auch: Wilder Graben) ist ein fast 3 Kilometer langer rechter nördlicher Seitenarm des Hahnwiesenbachs im Landkreis Darmstadt-Dieburg.

## Verlauf
Der Wildgraben zweigt an der Grenze zwischen dem Walddistrikt „Faulbruchwiese“ im Faulbruch bei Erzhausen und dem Flurdistrikt „Hahnfang“ bei Kilometrierung 4,1 vom Hahnwiesenbach nach Norden ab.
Er verläuft in westliche Richtung und unterquert die Bahnstrecke Frankfurt am Main–Heidelberg.
Danach führt er am Südrand von Erzhausen durch das Gewann „Schwarzwiese“ und unterquert die Wilhelm-Leuschner-Straße / K 167. Zwischen dem Wildgraben und dem Hahnwiesenbach liegt die Erzhausener Siedlung „Ohlenberg“.
Circa einen Kilometer weiter westlich im Gewann „Höllwiese“ mündet der Wildgraben von rechts wiederum in den Hahnwiesenbach, und zwar bei Kilometrierung 1,1. 
Dieser wiederum mündet in den Apfelbach und über den Hegbach und den Schwarzbach bei Ginsheim-Gustavsburg in den Ginsheimer Altrhein und den Rhein.
Der Wildgraben wird von mehreren kleinen Bächen und Entwässerungsgräben gespeist.